# Chương trình thám hiểm Mặt Trăng của Trung Quốc

Phù hiệu chương trình: một lưỡi liềm mặt trăng với hai dấu chân ở trung tâm của nó. Biểu tượng tương tự 月, chữ "Nguyệt" nghĩa là "Mặt trăng".

Chương trình thám hiểm Mặt Trăng của Trung Quốc (CLEP; tiếng Trung: 中国探月; bính âm: Zhōngguó Tànyuè). Chương trình kết hợp các quỹ đạo Mặt Trăng, tàu đổ bộ, máy bay phản lực và tàu vũ trụ trở về mẫu, được phóng bằng tên lửa Long March. Các vụ phóng và các chuyến bay được giám sát bởi hệ thống Từ xa, Theo dõi và Chỉ huy (TT & C), sử dụng ăng-ten radio 50 mét (160 feet) ở Bắc Kinh và ăng-ten 40 mét ở Côn Minh, Thượng Hải và Ürümqi để tạo thành ăng ten VLBI 3.000 km (1.900 dặm). Một hệ thống ứng dụng mặt đất độc quyền chịu trách nhiệm nhận dữ liệu đường xuống.
Ouyang Ziyuan, nhà địa chất học và vũ trụ học hóa học, là một trong những người đầu tiên ủng hộ việc khai thác không chỉ các trữ lượng kim loại như titan, mà còn là helium-3, một loại nhiên liệu lý tưởng cho các nhà máy điện hạt nhân trong tương lai. Ông hiện là nhà khoa học trưởng của Chương trình thám hiểm âm lịch Trung Quốc. Một nhà khoa học khác, Sun Jiadong, được chỉ định làm nhà thiết kế chung, trong khi nhà khoa học Sun Zezhou được giao làm phó tổng thiết kế. Người quản lý chương trình hàng đầu là Luan Enjie.
Tàu vũ trụ đầu tiên của chương trình, quỹ đạo mặt trăng Chang'e 1, được phóng từ Trung tâm phóng vệ tinh Tây Xương vào ngày 24 tháng 10 năm 2007, đã bị trì hoãn kể từ ngày dự kiến ban đầu là 17 đêm 19 tháng 4 năm 2007  Một tàu bay trong quỹ đạo thứ hai, Hằng Nga 2, đã được phóng vào ngày 1 tháng 10 năm 2010. Hằng Nga 3, bao gồm một tàu đổ bộ và rover, đã được phóng vào ngày 1 tháng 12 năm 2013 và hạ cánh thành công trên Mặt trăng vào ngày 14 tháng 12 năm 2013. Chang'e 4, bao gồm một tàu đổ bộ và rover, đã được đưa ra vào ngày 7 tháng 12 năm 2018. Một nhiệm vụ trở lại mẫu, Chang'e 5, được lên kế hoạch cho năm 2019.
Như được chỉ định bởi phù hiệu chính thức, hình dạng của lưỡi liềm mặt trăng thư pháp với hai dấu chân người ở trung tâm gợi nhớ đến chữ Hán月 (Nguyệt) nghĩa là Mặt Trăng, mục tiêu cuối cùng của chương trình là mở đường cho một chuyến tàu có người lên Mặt Trăng. Chuyến thám hiểm như vậy có thể xảy ra vào năm 2025, 2020.